# 姬鹏飞
姬鹏飞（1910年2月2日—2000年2月10日），原名姬宏邠，战争时期化名吉洛，山西临晋（今临猗）人，中国共产党、中华人民共和国外交官及政治人物，原副国级领导人。

## 生平

### 早期经历
姬鹏飞是山西省临猗县东张镇人。1926年，姬鹏飞入西安陆军医院军医训练班。曾任二十六路军七十四旅军医。1931年参加宁都暴动后加入中国工农红军，在红五军团担任十五军军医处长，参加赣州、龙岩、漳州、水口等战役。1932年6月，加入中国共产党。1933年8月，姬鹏飞调任红五军团卫生部部长，参加了长征。途中调任中央军委卫生部保健局副局长，之后改任红一军团卫生部卫生主任。到陕北后，任军委后方卫生部部长。

### 抗日战争时期
抗战爆发后，任中央军委卫生部副部长，后在中共中央党校、抗大和马列学院学习。1938年冬，姬鹏飞调任新四军后方政治处主任兼军医处政治协理员。1940年10月，任新四军苏北第一纵队政治部主任，参与黄桥战役。皖南事变后，出任新四军第1师一旅政治部主任、一师三旅政委兼苏中第四地委书记、第四军分区政委，参加苏中反清乡作战。1945年，出任苏中军区副政委兼政治部主任。

### 国共内战时期
1945年10月，担任华中野战军第七纵队司令员兼政治委员。1946年6月任第七纵队兼苏中军区政治委员，参与苏中战役。华东解放军主力北撤山东后，担任华东野战军十一纵队政委、华中指挥所副政委兼政治部主任，坚持苏中地区的游击战争。1948年2月，华东野战军第二纵队司令员韦国清率部南下，进入苏北。随后组建华东野战军苏北兵团，韦国清任司令员、陈丕显任政治委员，姬鹏飞任副政委兼政治部主任。3月，率部进攻益林，歼灭国军113旅；6月，为策应豫东战役，发动陇海路东段攻势。11月，参加淮海战役。1949年1月，姬鹏飞任第三野战军第七兵团副政委兼政治部主任，参加渡江战役。5月攻占浙江后，第七兵团兼浙江省军区政委，姬鹏飞同时担任浙江省委委员，省委宣传部部长。

### 中华人民共和国成立后

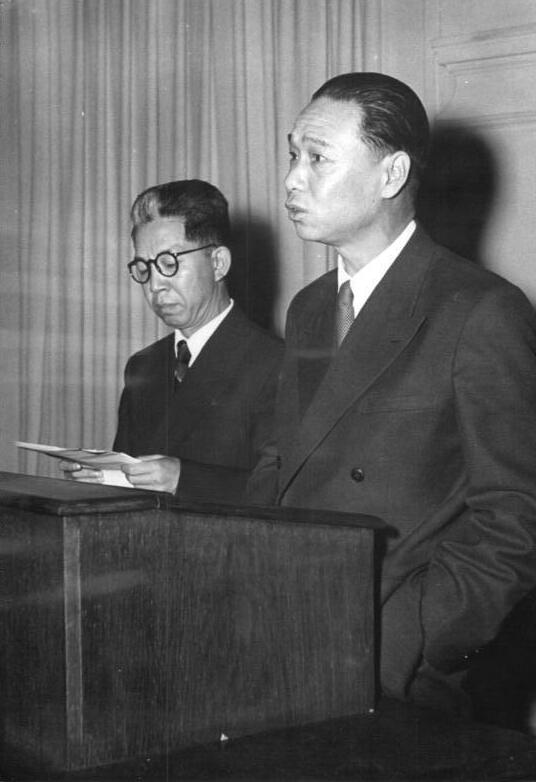
1952年5月23日，姬鹏飞（右）在民主德国首都柏林

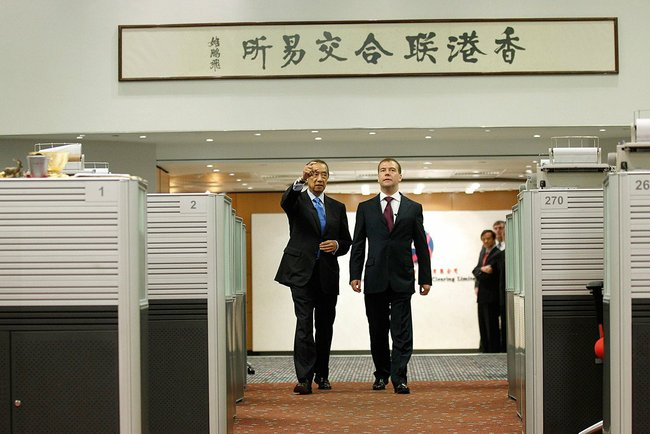
姬鹏飞题写的“香港联合交易所”牌匾挂于香港交易所内部

中华人民共和国成立后，调中央人民政府外交部工作，任，是当时最年轻的大使。1955年任外交部副部长。1972年，姬鹏飞出任外交部部长，直接主持了中日邦交正常化主要阶段的谈判。1975年1月起，先后担任第四届全国人大常委会秘书长、第五届全国人大常委会副委员长兼秘书长。
1979年，姬鹏飞任中共中央对外联络部部长。1980年起任国务院副总理兼秘书长。1982年，当选为中共中央顾问委员会常务委员。1983年6月后任国务委员兼国务院港澳事务办公室主任，参与制定《香港基本法》和中英关于香港问题的谈判。
姬鹏飞1990年10月退休，此后因病住进北京医院，国务院港澳办主任一职则由魯平接任。1997年6月30日，姬鹏飞执意抱病赴港，由曾庆红搀扶着出席香港回归仪式，1999年澳门回归时，姬鹏飞因病情危重无法赴澳门出席交接仪式。2000年2月10日13时52分因肺炎和脏器严重衰竭病逝于北京，享年91岁，中华人民共和国官方借新华社言论称其为“久经考验的、忠诚的共产主义战士，无产阶级革命家，我国外交战线的杰出领导人”。

## 相关纪念
2010年2月2日，在北京人民大会堂举行了纪念姬鹏飞诞辰100周年座谈会，中共中央政治局常委、国务院副总理李克强出席，中共中央政治局委员、国务委员刘延东在纪念会的发言稿中给予姬鹏飞相当高的评价。

## 家庭
妻子许寒冰，抗日战争期间与姬鹏飞结婚。历任前外交部干部司、领事司副司长等职务。子女7人。
- 长子，在苍山县，原配所生。
- 姬明，空军部队歼击机飞行员，后调入空军指挥学院，副师职领导干部
- 儿子：姬胜德、姬强、姬军
- 女儿：姬巧玲（与林立衡和刘少奇之女刘涛是大学室友)、姬怀玲
- 孙子：姬尚武、姬尚斌、姬尚辉、姬尚耀、姬尚铭、姬尚林

### 引用
1. ↑  . 人民日报. 2000-02-17  [2023-03-21]. （原始内容存档于2023-03-21）.
2. ↑  . 凤凰网. 2009-12-14  [2015-08-24]. （原始内容存档于2009-12-18）.
3. 1 2 3 4 5 6  . 腾讯. 2000-03-05  [2015-08-24]. （原始内容存档于2018-11-26）.
4. ↑  王淇，陈志凌主编;中共党史人物研究会编. . 北京: 中央文献出版社. 2002: 7. ISBN 7-5073-1144-9.
5. ↑  《中国人民解放军军史》编写组. . 军事科学出版社. 2010: 358. ISBN 978-7-80237-381-5.
6. ↑  卢胜. . 福建党史月刊. 2008, (5): 17-19.
7. ↑  军事科学院军事图书馆. . 北京: 军事科学出版社. 2000: 499. ISBN 7801373154. 第十卷（下）.
8. ↑  郑云华;舒健. . 北京: 人民出版社. 2007: 472. ISBN 978-7-01-005094-2.
9. ↑  张明金、刘立勤. . 北京: 解放军文艺出版社. 2010: 154. ISBN 978-7-5033-2252-5.
10. ↑  刘统. . 沈阳: 辽宁人民出版社. 2015: 14. ISBN 978-7-205-08037-2.
11. ↑  王树增. . 北京: 人民文学出版社. 2009: 219. ISBN 978-7-020-07358-0.
12. ↑  《中国人民解放军军史》编写组. . 军事科学出版社. 2010: 229. ISBN 978-7-80237-381-5.
13. ↑  傅继俊主编 (编). . 南京: 江苏人民出版社. 2009: 103. ISBN 978-7-214-05576-7.
14. ↑  南京军区《第三野战军战史》编辑室. . 北京: 解放军出版社. 1999: 319. ISBN 978-7-5065-5397-1.
15. ↑  外交部外交史研究室 (编). . 北京: 世界知识出版社. 1995: 151–170. ISBN 7-5012-0683-X.
16. ↑  李国强等编著. . 香港: 广角镜出版社. 1990: 13. ISBN 962-226-325-9.
17. ↑  傅高义. . 由冯克利翻译. 生活·读书·新知三联书店. 2013: 483. ISBN 978-7-1080-4153-1.
18. ↑  香港特别行政区基本法起草委员会秘书处 (编). . 北京: 人民出版社. 1990: 74. ISBN 7-01-000759-4.
19. 1 2  魯平; 李后; 陳佐洱. . 铁流19（下）——庆七一“学习先辈革命精神，传承党的光荣传统” (解放军出版社). 2012: 221–226.
20. ↑  . 人民日报. 2000-02-11: 1.
21. ↑  . 人民网. 2010-02-02  [2015-08-24]. （原始内容存档于2020-06-04）.